# 牟呂神富神明社

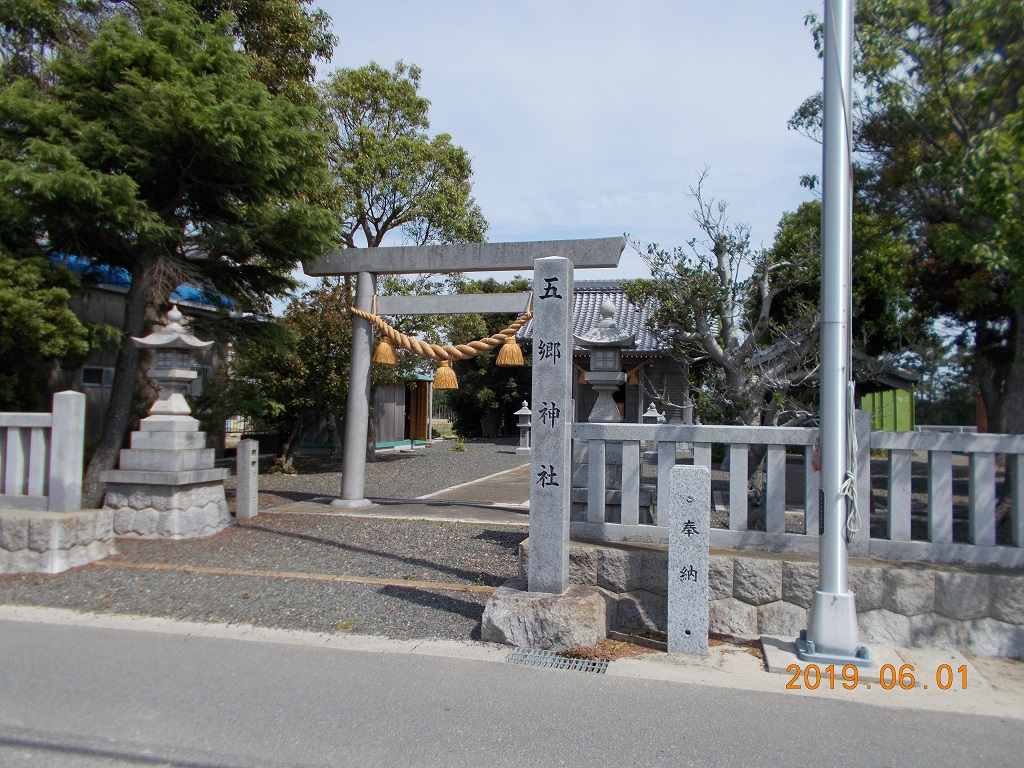
外宮の五郷神社

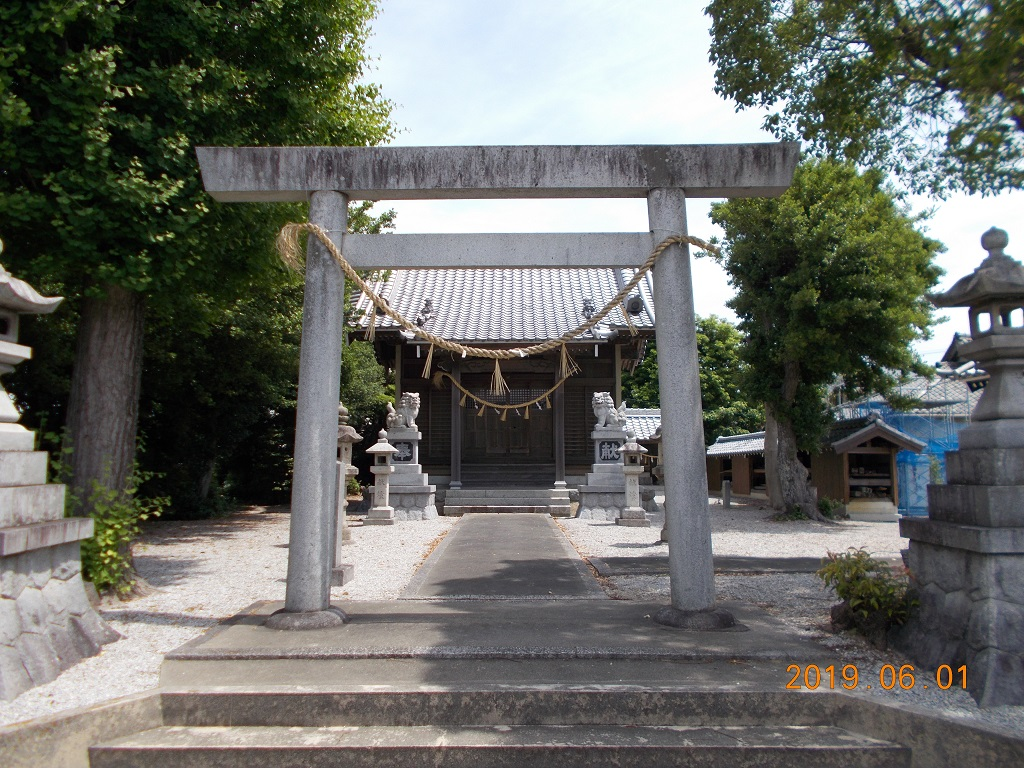
外宮の二開神社

牟呂神富神明社（むろかんとみしんめいしゃ）は、愛知県豊橋市神野新田町にある神社。なお平成27年に国税庁に登記されたかな名は「むろかんとみしんめいしゃ」です。呼び名が変わったのは神社を寄贈した内の一人の初代神野金之助が「じんの」姓を「かみの」姓に改称したためです。

## 祭神

### 内宮
- 牟呂神富神明社
  - 天照坐皇大御神（あまてらしますすめおおみかみ） - 一般には天照大御神として知られる。

### 外宮
- 五郷神社
  - 豊受大御神（とようけのおおみかみ）
- 二開神社
  - 豊受大御神（とようけのおおみかみ）

## 歴史
神野新田を開拓した神野金之助が入植者の統理を図るため伊勢神宮に勧請し、牟呂神富神明社を内宮（ないくう）、五郷神社と二開神社の2社を外宮（げくう）と 計3社を一組として1895年（明治28年）に神野金之助の寄付により創建した。神野新田は1896年（明治29年）に竣成となったが、増加した入植者の心の支え、また住民の統理のため開拓者である神野金之助が下の『住民統理の三策』として実行したうちの1つ目である。
神社の新設については、神野新田の竣成の数年前に神野新田字ソノ割にある本社（後の牟呂神富神明社）、字セノ割（後の五郷神社）と字会所前（後の二開神社）を内宮と外宮と定めた。1895年（明治28年）1月1日、伊勢大廟皇大神宮の御霊を奉祀することを定め、直ちに同月7日をもって牟呂八幡社へ仮鎮座式を行い、2月10日にソノ割に新築した社殿に遷しまいらせ、うやうやしく鎮座の式典を挙げ、同時に豊受太神宮をセノ割、及び会所前の外宮へ鎮座の式を行った。なお、神富神社の「神富」は、創建した神野金之助と共同経営者の富田重助の名字の各1文字より付けられたものであるが、園龍寺の山号である神富山が関係している可能性も高いとされる。五郷神社と二開神社は神野新田内の地区名を付けたものである。神野新田の竣成式は神社の新設の翌1896年（明治29年）4月15日で、神野新田の竣成に先経って神社の設置が優先された。

### 年表
- 1894年（明治27年）頃、字ソノ割に内宮（後の牟呂神富神明社）、字セノ割（後の五郷神社）と字会所前（後の二開神社）を外宮として新築し、伊勢神宮より勧請することを定めた[4]。
- 1895年（明治28年）に以下の行事を実施し神様を迎えた[4]。
  - 1月1日 - 伊勢神宮より伊勢大廟皇大神宮の御霊を奉祀することを定め、勧請した。
  - 1月7日 - 伊勢大廟皇大神宮の御霊（天照坐皇大御神）を牟呂八幡社で仮鎮座する式を執り行う。
  - 2月10日 - 伊勢大廟皇大神宮の御霊（天照坐皇大御神）をソノ割の新築社殿（内宮）に遷し、鎮座の式典を挙げる。
  - 2月10日 - 上記と同時に豊受大神宮をセノ割と会所前の外宮で鎮座の式を行う。

## 境内
牟呂神富神明社（内宮）の境内は1,500坪あり、鳥居や石灯籠などを備えているほか、境内にはマツやスギが繁茂している。五郷神社と二開神社（外宮）は150坪ずつで、社、その他総て内宮と同じである。

### 領徳碑
神野新田の開拓と発展に寄与した3名の徳を称えた領徳碑が建立されている。
- 「神野金之助翁領徳碑」 - 境内入口東側横。神野金之助は神野新田を開拓した人物[6]
- 「富田重助翁領徳碑」境内入口西側横。富田重助は神野金之助の甥で神野新田の共同経営者でもあった人物。
- 「神野三郎翁領徳碑」道路を挟んだ境内向かい。神野三郎は神野金之助の甥かつ娘婿で神野新田の発展に尽力した人物。

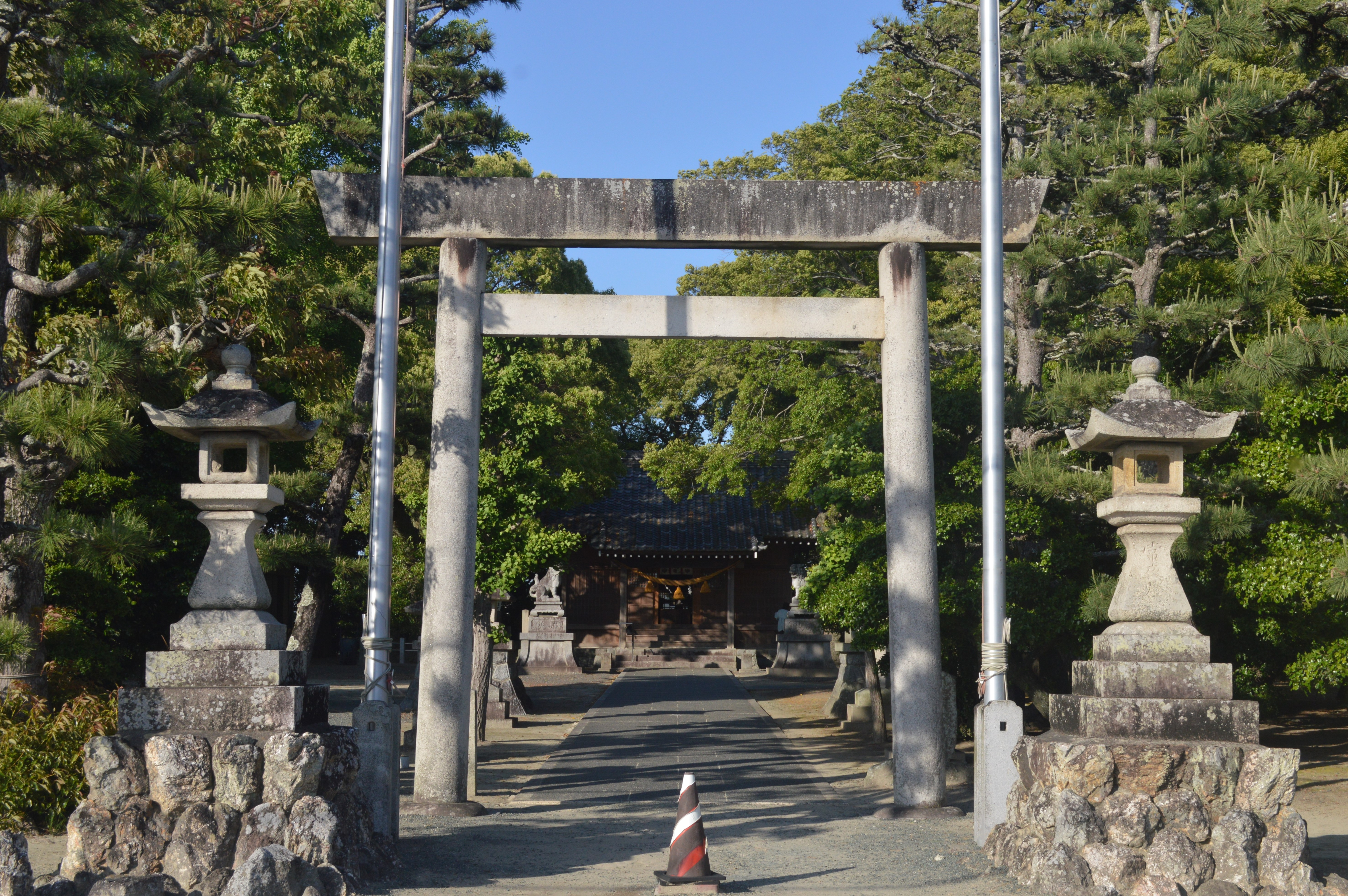
鳥居
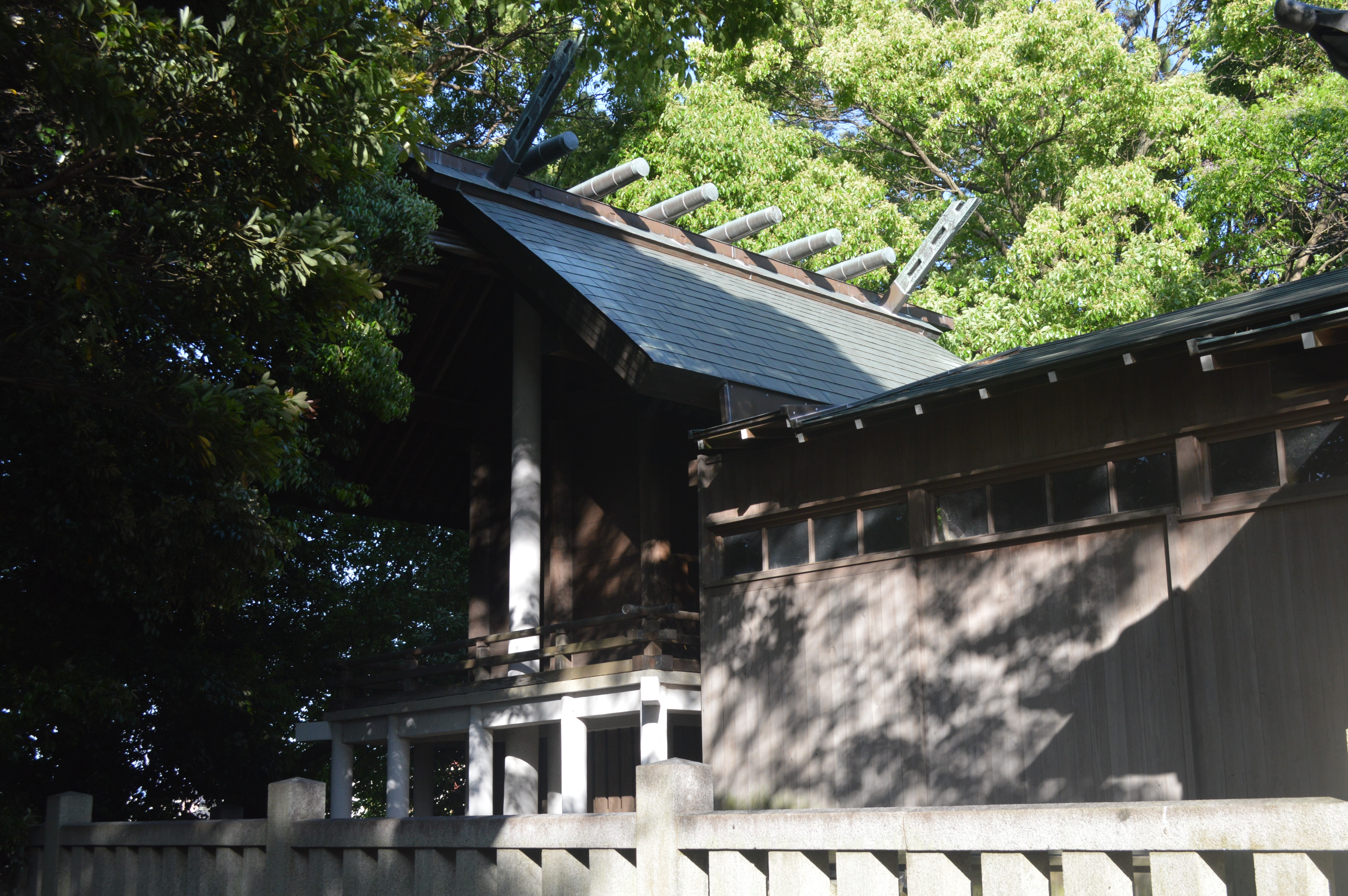
本殿

## 祭事
- 牟呂神富神明社大祭 - 10月第2土曜日[1]
- 五郷神社 - 10月第2土曜日[7]
- 二開神社 - 10月第2日曜日

## 現地情報
所在地
- 愛知県豊橋市神野新田町字ソノ割20[1]

交通アクセス
- 最寄バス停：豊鉄バス神野ふ頭線 バス停「三郷中」下車後、徒歩約8分[1]